# Pier Maria Rosso di San Secondo
Pier Maria Rosso di San Secondo (Caltanissetta, 30 novembre 1887 – Camaiore, 22 novembre 1956) è stato uno scrittore, drammaturgo e giornalista italiano.

## Biografia

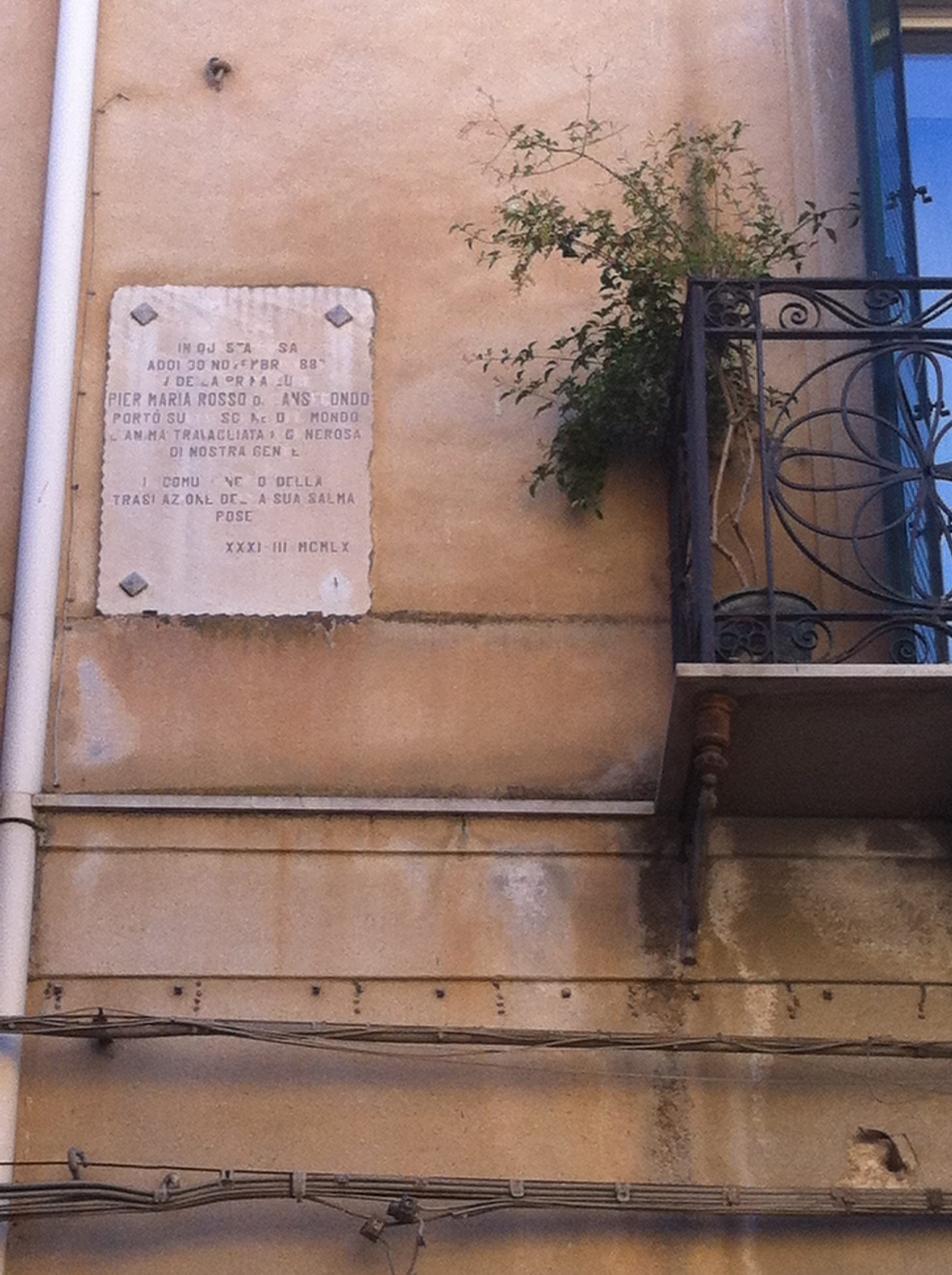
Targa commemorativa sulla casa natale di Rosso di San Secondo a Caltanissetta

Don Pier Luigi Maria Rosso, nobile dei conti di San Secondo, nasce il 30 novembre 1887 a Caltanissetta da una famiglia di antica nobiltà siciliana, i Rosso. I genitori sono don Francesco (1853-1913) e donna Emilia Genova (1861-1913) figlia del palermitano cavalier Gabriele Genova.
Studiò presso il liceo classico Ruggero Settimo di Caltanissetta; in seguito, si trasferisce a Roma per iscriversi alla facoltà di giurisprudenza. La sua poetica è caratterizzata dal lirismo e da una visione pessimista del rapporto tra l'uomo e la società, con personaggi spesso segnati dalla solitudine e da un certo contrasto tra passione e razionalità. Spesso questo contrasto è simbolicamente ricercato da San Secondo nel confronto tra il Nord, caratterizzato da una vita razionale, concreta e grigia, e il Sud caratterizzato dal sogno mitico, dai colori passionali della vita.
Tra le sue opere più importanti si ricordano La sirena ricanta, suo esordio in teatro nel 1908, e Marionette, che passione! del 1917, opera che accese l'interesse di Luigi Pirandello, il quale spinse affinché l'opera fosse rappresentata. La storia di Marionette, che passione! è incentrata sull'incontro casuale di tre personaggi, incapaci di dare un senso alla propria esistenza. I tre si riveleranno alla fine non diversi da marionette, esseri totalmente in balia delle proprie passioni. Un'opera drammatica, grottesca, che alcuni definiranno legata al pirandellismo. Secondo Gaetano Savatteri, la grandezza di Rosso di San Secondo venne messa in ombra proprio dalla figura di Pirandello.
In seguito al grande successo di Marionette che passione!, Rosso di San Secondo scrisse altre opere teatrali, fra cui La bella addormentata del 1919, L'ospite desiderato del 1921, Tra vestiti che ballano del 1927, Il ratto di Proserpina del 1954, Una cosa di carne, Il delirio dell'oste Bassà, Amara. Scrisse anche testi di narrativa, come le novelle della raccolta Ponentino del 1916 e il romanzo La fuga (1917). Ricevette nel 1934 il premio Mussolini per la letteratura dalla Reale Accademia d'Italia. Collaborò anche alla sceneggiatura di alcune pellicole.
La casa editrice Salvatore Sciascia di Caltanissetta, con il patrocinio del Comune, ha pubblicato l'opera omnia di diciotto romanzi assemblati in sedici volumi e sei raccolte di novelle del romanziere.
Pier Maria Rosso di San Secondo è sepolto nel cimitero monumentale degli Angeli a Caltanissetta.

## Omaggi
A Rosso di San Secondo sono intitolate la scuola media di Capezzano Pianore nel comune di Camaiore e vie in diverse città: a Caltanissetta, a Padova (nel rione San Gregorio Magno), ad Alcamo.

## Opere

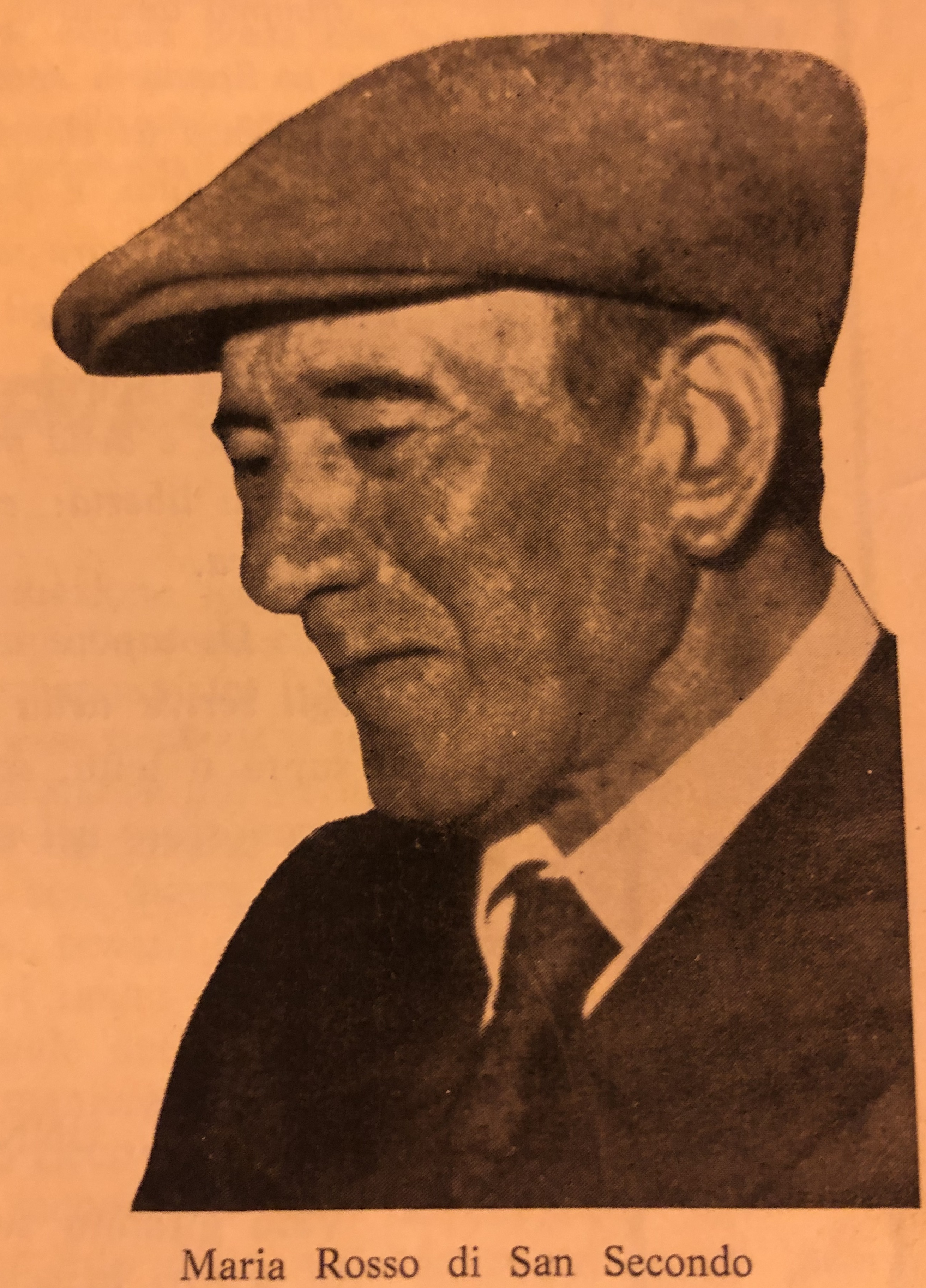
in una immagine poco nota

### Romanzi
- La fuga, Milano, Treves, 1917.
- La morsa, Milano, Treves, 1918.
- La festa delle rose, Milano, Treves, 1920.
- Le donne senza amore, Roma, Carra, 1920
- La donna che può capire capisca, Milano, Treves, 1923.

### Racconti
- Ponentino, Milano, Treves, 1916.
- Io commemoro Loletta, Milano, Treves, 1919.
- La mia esistenza d'acquario, Roma, Carra, 1919.
- Palamede, Remigia ed io, Milano, Treves, 1920.
- C'era il diavolo o non c'era il diavolo?, Milano, Treves, 1929.
- Luce del nostro cuore, Milano, Bompiani, 1932.

### Teatro
- Marionette, che passione!, Milano, Treves, 1918.
- La bella addormentata, Roma, Carra, 1919.
- Per fare l'alba, 1919
- Amara, 1919
- Primavera. Notturno scherzoso in tre atti, Roma, Carra, 1920.
- L'ospite desiderato. Vicenda tragica in tre atti, Milano, Treves, 1921.
- La roccia e i monumenti. Dramma in tre atti, Milano, Treves, 1923.
- Lazzarina tra i coltelli. Giuoco libero in tre atti; La danza su di un piede. Commedia in quattro atti, Milano, Mondadori, 1925.
- L'avventura terrestre, Milano, Treves, 1925.
- Una cosa di carne. Dramma o pochade secondo l'animo degli spettatori. In tre atti, Milano, Treves, 1925.
- Il delirio dell'oste Bassà, Milano, Treves, 1925.
- Notturni e Preludi. Musica di foglie morte, L'illusione dei giorni e delle notti, La Madonnina del Belvento. commedie, Milano, Treves, 1926.
- Le esperienze di Giovanni Arce, filosofo, Roma 1926.
- Tra vestiti che ballano, Milano, Treves, 1927.
- Febbre. Dramma in tre atti; Canicola. Acquaforte in due quadri, Milano, Treves, 1927.
- Climi di tragedia, Milano, Treves, 1931. [Contiene: Per fare l'alba. Notte isolana in tre momenti; Amara; Lo spirito della morte]
- Il ratto di Proserpina, 1933.
- La fidanzata dell'albero verde ed altre commedie, Milano, Bompiani, 1935.